# Frankinger Moos
Frankinger Moos este o arie protejată (arie de protecție specială avifaunistică — SPA) din Austria întinsă pe o suprafață de 48 ha, integral pe uscat.

## Localizare
Centrul sitului Frankinger Moos este situat la coordonatele 48°03′10″N 12°56′15″E / 48.0528°N 12.9375°E.

## Înființare
Situl Frankinger Moos a fost declarat arie de protecție specială avifaunistică în decembrie 1997 pentru a proteja 9 specii de animale.

## Biodiversitate
Situată în ecoregiunea continentală, aria protejată nu include niciun habitat protejat.
La baza desemnării sitului se află mai multe specii protejate de  păsări (9): fâsă de luncă (Anthus pratensis), fâsă de pădure (Anthus trivialis), erete cenușiu (Circus pygargus), ciocănitoare neagră (Dryocopus martius), șoimul rândunelelor (Falco subbuteo), vânturel roșu (Falco tinnunculus), becațină comună (Gallinago gallinago), culic mare (Numenius arquata), viespar (Pernis apivorus).